# Azores Airlines
Azores Airlines – portugalska linia lotnicza z siedzibą w Ponta Delgada na Azorach. Do 2015 działająca pod nazwą SATA International. Głównym węzłem jest port lotniczy Ponta Delgada.
Obsługuje bezpośrednie połączenia do 20 portów lotniczych w Europie Zachodniej i Ameryce Północnej.
Większościowym udziałowcem jest Grupa SATA, jest ona również właścicielem SATA Air Açores – linii operującej na trasach krótszego zasięgu.
Agencja ratingowa Skytrax przyznała linii trzy gwiazdki.

## Flota
Według stanu na maj 2025 flota Azores Airlines składała się z 10 samolotów o średnim wieku 9,5 lat:
| Samolot         | Samolot | Samolot   | Liczba miejsc | Liczba miejsc | Liczba miejsc | Uwagi |
| Model           | Aktywne | Zamówione | B             | E             | Łącznie       | Uwagi |
| --------------- | ------- | --------- | ------------- | ------------- | ------------- | ----- |
| Airbus A320-200 | 3       | –         | 12            | 149           | 161           |       |
| Airbus A320-200 | 3       | –         | –             | 165           | 165           |       |
| Airbus A320neo  | 2       | –         | –             | 168           | 168           |       |
| Airbus A321neo  | 5       | 1         | 16            | 170           | 186           |       |
| Airbus A321neo  | 5       | 1         | 16            | 174           | 190           |       |
| Łącznie         | 10      | 1         |               |               |               |       |